# Samsung Galaxy A53 5G
Samsung Galaxy A53 5G — смартфон среднего класса на базе Android, разработанный и производимый Samsung Electronics в рамках серии Galaxy A. Телефон был анонсирован 17 марта 2022 года на мероприятии Samsung Galaxy Unpacked вместе с Galaxy A33 5G и Galaxy A73 5G.
Цена телефона Galaxy A53 5G составляет 449 долларов за модель на 128 ГБ. Размер экрана составляет 6,5 дюйма, он работает на 5-нм процессоре Exynos от Samsung. В телефоне установлена система с четырьмя камерами, включающая основную камеру на 64 Мп и фронтальную камеру на 32 Мп.

## Дизайн
Дисплей выполнен из стекла Corning Gorilla Glass 5. Задняя панель и боковые стороны выполнены из матового пластика.
Дизайн смартфона аналогичен предшественнику, но, как и в Samsung Galaxy A33 5G и Samsung Galaxy A73 5G, задняя панель теперь полностью плоская, а переход между задней панелью и блоком камеры более плавный. Galaxy A53 5G, в отличие от Samsung Galaxy A52, не имеет 3,5-мм аудиоразъема. Также Galaxy A53 5G имеет защиту от влаги и пыли по стандарту IP67.

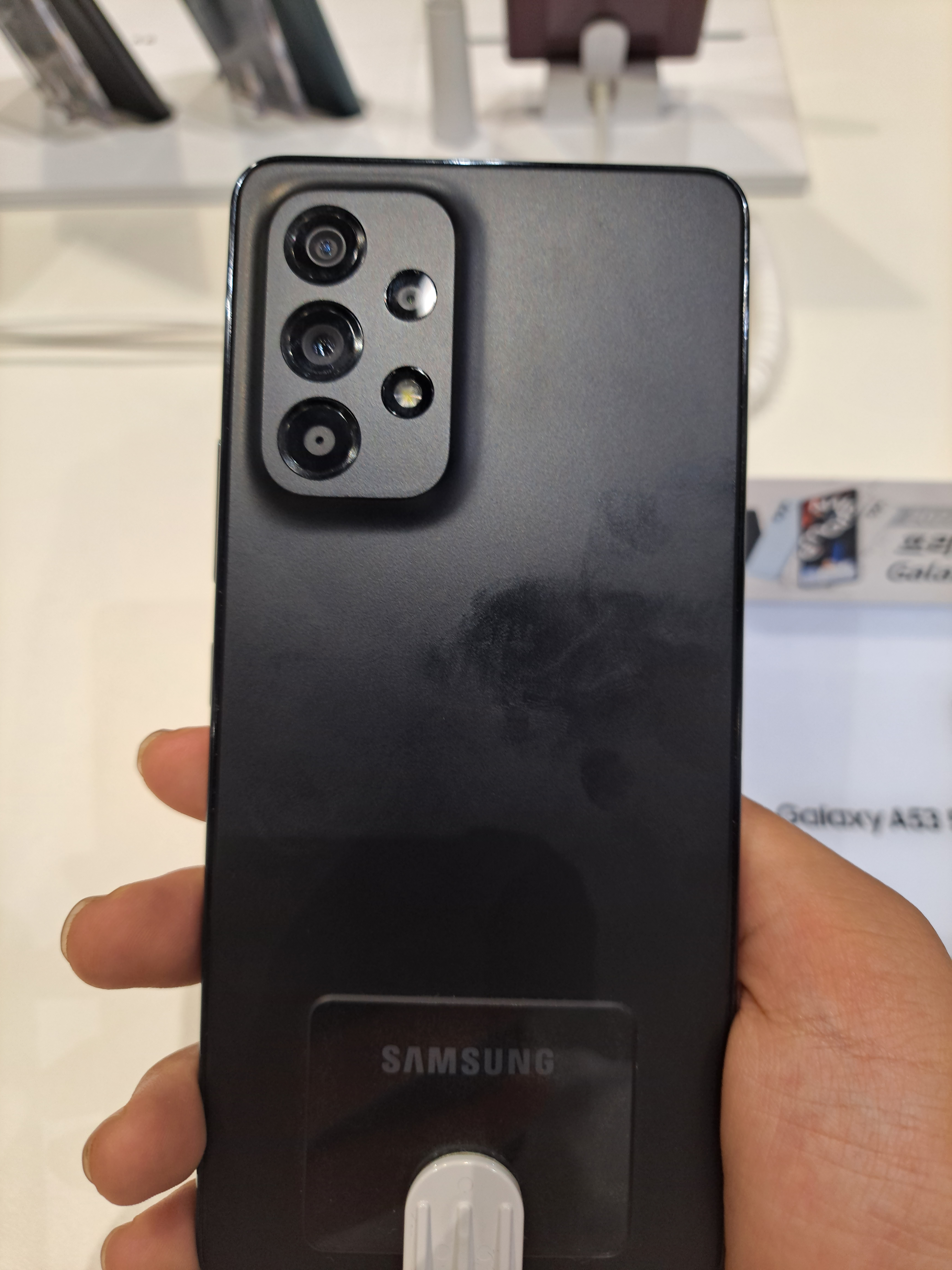
Задняя часть A53

Снизу находятся разъем USB-C, динамик, микрофон и в зависимости от версии слот для 1 SIM-карты и карты памяти microSD до 1 ТБ или гибридный слот для 2 SIM-карт. Второй микрофон расположен сверху. На правом торце расположены кнопки громкости и кнопка блокировки смартфона.
Смартфон продается в 4 цветах: черном (Awesome Black), белом (Awesome White), синем (Awesome Blue) и оранжевом (Awesome Peach).

### Название цвета
| Цвет | Название   |
| ---- | ---------- |
|      | Чёрный     |
|      | Белый      |
|      | Голубой    |
|      | Персиковый |

## Технические характеристики

### Аппаратное обеспечение
Galaxy A53 5G — это смартфон с форм-фактором планшета, размером 159,6 × 74,8 × 8,1 мм и весом 189 граммов.
Устройство оснащено подключением GSM, HSPA, LTE и 5G, двухдиапазонным Wi-Fi 802.11 a/b/g/n/ac с Bluetooth 5.1, поддержкой Wi-Fi Direct и поддержкой точки доступа с A2DP и LE, GPS с BeiDou, Галилео, ГЛОНАСС и QZSS и NFC. Он имеет порт USB Type-C 2.0. Он защищен от пыли и воды и имеет сертификат IP67.
Он оснащен дисплеем Super AMOLED диагональю 6,5 дюймов с камерой Infinity-O с перфорацией, закругленными углами, разрешением FHD+ 1080 × 2400 пикселей с адаптивной частотой обновления до 120 Гц, защищенным стеклом Gorilla Glass 5.
Литий-полимерный аккумулятор емкостью 5000 мАч несъемный и поддерживает быструю зарядку мощностью 25 Вт.
Чипсет представляет собой Samsung Exynos 1280 с восьмиядерным процессором (2 ядра по 2,4 ГГц + 6 ядер по 2 ГГц). Внутренняя память UFS типа 2 составляет 128/256 ГБ с возможностью расширения с помощью microSD до 1 ТБ, а объем оперативной памяти составляет 6 или 8 ГБ (в зависимости от выбранной версии).
Задняя камера состоит из четырех камер: основной на 64 МП, сверхширокоугольной на 12 МП, макрообъектива на 5 МП и камеры с глубиной 5 МП.

## Программное обеспечение
Операционная система — Android 12 с One UI 4.1.
2 апреля 2022 года было объявлено, что A53, A33, A73 и ряд других устройств Samsung Galaxy получат четыре обновления операционной системы Android и пять лет обновлений безопасности.